# Касильда
Касильда (исп. Casilda) — город и муниципалитет в департаменте Касерос провинции Санта-Фе (Аргентина), административный центр департамента.

## История
В 1870 году предприниматель Карлос Касадо дель Алисаль приобрёл в этих местах ранчо Лос-Десмочадос, и основал сельскохозяйственную колонию, получившую название «Колония-Канделария». В 1873 году колония официально стала городком (вилья), получившим название «Касильда» в честь матери основателя.
Уже в 1878 году отсюда была отправлена первая партия зерна на европейский рынок. С приходом в эти места в 1883 году железной дороги развитие населённого пункта ускорилось, и уже в 1907 году он получил статус города (сьюдад).

## Знаменитые уроженцы
- Хохре Гриффа (род.1935) — футболист.
- Горацио Пагани (род.1955) — инженер, основатель итальянской автомобилестроительной компании Pagani Automobili.
- Марсело Троббиани (род.1955) — футболист.
- Хорхе Сампаоли (род.1960) — футбольный тренер.
- Эммануэль Вилья (род.1982) — футболист.
- Франко Армани (род.1986) — футболист.
- Дамиан Мусто (род.1987) — футболист.
- Федерико Грабич (род.1990) — пловец, призёр чемпионатов мира.